# Santa Regina (Buenos Aires)
Santa Regina es una localidad argentina del partido de General Villegas, provincia de Buenos Aires.

## Población
Cuenta con 554 habitantes (Indec, 2010), lo que representa un incremento del 4 % frente a los 533 habitantes (Indec, 2001) del censo anterior. 
| Gráfica de evolución demográfica de Santa Regina (Buenos Aires) entre 1991 y 2010 |
|                                                                                   |
| Fuente: Censos nacionales del INDEC                                               |

## Historia
A fines de septiembre de 1869 en la línea de frontera de Santa Fe, el Ejército envió tropas a cargo del Coronel Antonio Benavides para avanzar la línea de fronteras con el indio.
El 14 de octubre de 1869, llegaron los soldados a la zona llamada Tres Monjes o Jagueles del Busto donde se pobló el Fuerte Coronel Gainza, que tenía una superficie de 800 varas cuadradas, con una población de 16 edificios y con cuarteles que se hallaban construidos con paredes levantadas a la altura de una vara.
Hay quienes la describen de la siguiente manera: “la posición topográfica del punto es hermosa, se encuentra a la orilla del fuerte una gran laguna (Langhelo) con una circunferencia de dos Kilómetros y medio y un magnífico monte de caldera a cada extremo de esta población, tomando tres vientos opuestos” (en ese momento el fuerte tenía una población de 230 hombres).
Con el correr de los años, para ser más exacto en el año 1886, al tiempo de crearse el actual Partido de General Villegas, se autorizó al poder Ejecutivo la fundación de poblaciones en los nuevos partidos. En 1947 se fundó su primera fábrica dedicada a chacinados.